# Virmaila (île)
Virmaila ou Virmailansaari est une île du lac Päijänne à Padasjoki au centre de la Finlande.

## Géographie
L'île mesure 12,2 kilomètres de long et 4,7 kilomètres de large pour une superficie de 34,38 km2.
C'est la plus grande île du lac Päijänne, dont une partie appartient au parc national du Päijänne,.